# بني وهان (كحلان الشرف)

تعديل مصدري - تعديل

بني وهان هي إحدى قرى عزلة بنى المهدى بمديرية كحلان الشرف التابعة لمحافظة حجة، بلغ تعداد سكانها 365 نسمة حسب تعداد اليمن لعام 2004.